# Юдейські війни
Юдейські війни — серія військових конфліктів між юдеями та римлянами в період Римської імперії.

## Перша Юдейська війна

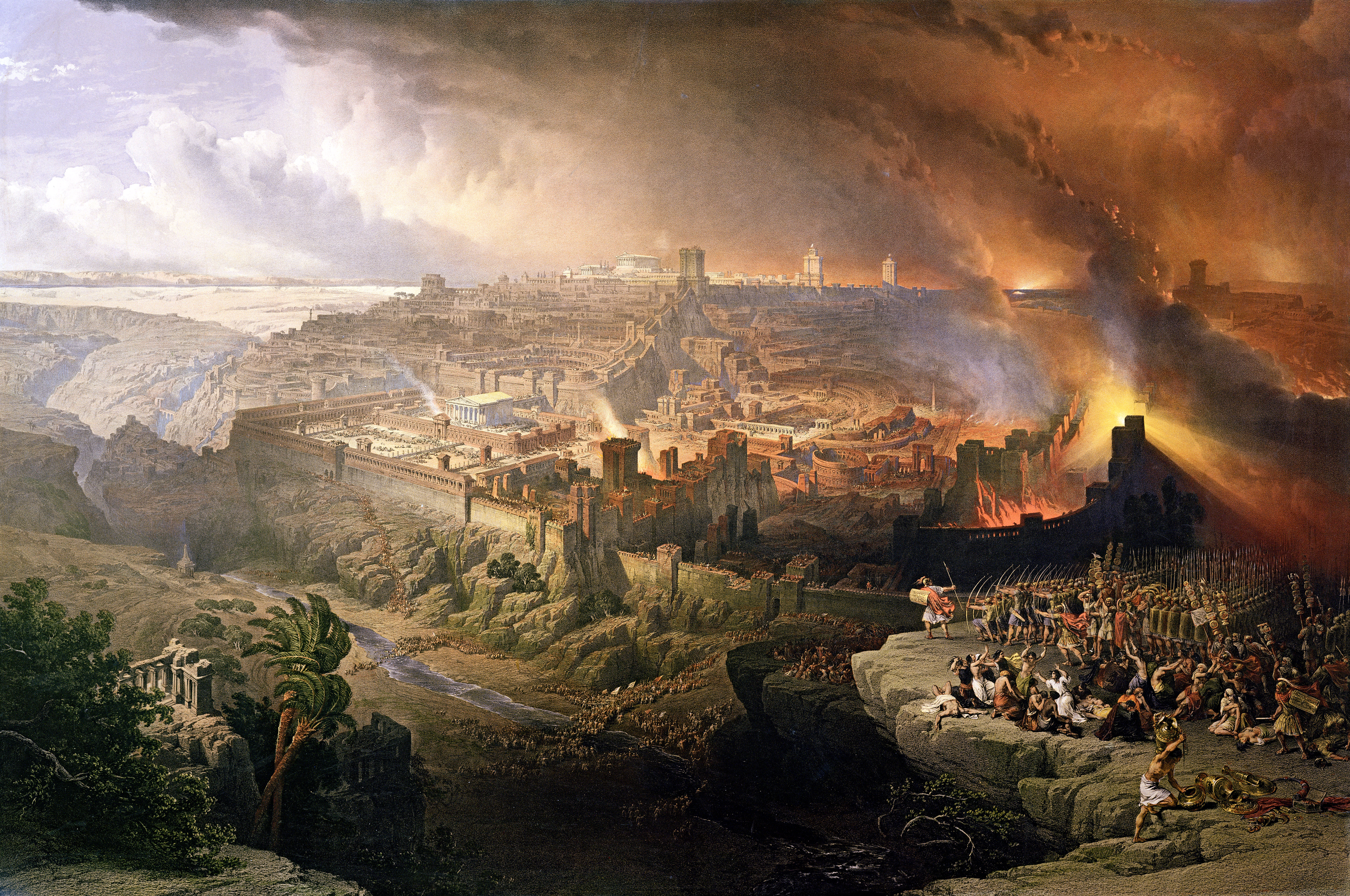
Облога і зруйнування Єрусалима римлянами під командуванням Тита, 70 рік. Девід Робертс, масло 1850

Повстання 66–71 років описано Йосипом Флавієм, вперше застосувавши  до нього назву юдейські війни.
Викликане утисками користолюбного Гесія Флора, призначеного за Нерона правителем Юдеї, і підпалюване фанатизмом ревнителів-зілотов, повстання охопило всю Юдею і сусідні області Єгипту і Сирії; в Олександрії, Дамаску та інших містах йшли вбивства і вуличні битви, в яких гинули десятки тисяч людей. Правитель Сирії, Гай Цестій Галл, рушив до Єрусалиму для придушення заколоту, але, відбитий Симоном (Шимоном) бар Гіором, повинен був відступити і під час відступу зазнав важких втрат. Євреї відновили теократичне правління; на чолі повсталих стояв первосвященник Анна, серед ватажків виділялися Йосип бен Матитьягу (Йосип Флавій), обласний воєначальник Галілеї, й Іоанн Гіскальскій. На зміну Цестію присланий був Веспасіан, який зібрав в Антіохії 60 000 римських і союзницьких воїнів. Після довгої облоги він узяв місто Іотапату (Йодфат), що стоїть між Птолемаїдою і Тіверіадою; при цьому загинуло 40 000 юдеїв, багато самі позбавили себе життя; до числа тих, хто здався належав і Йосип.
Інші міста Галілеї зазнали незабаром ту ж доля, і вцілілі загони зілотов поспішили сховатися в Єрусалимі, де почалися сильні партійні чвари. Партія поміркованих була запідозрена у прихильності до римлян і позбулася будь-якого впливу; зілоти вбили Анну та інших вождів поміркованої партії і, закликавши до Єрусалиму ідумеян, влаштували терористичне управління. Серед них самих незабаром стався розкол: навколо Симона бар Гіора зібралася партія простого народу, навколо Іоанна Гіскальского — освічені класи; третя партія, з Елеазара на чолі, назвалася священицької.

### Взяття Єрусалима і зруйнування Храму

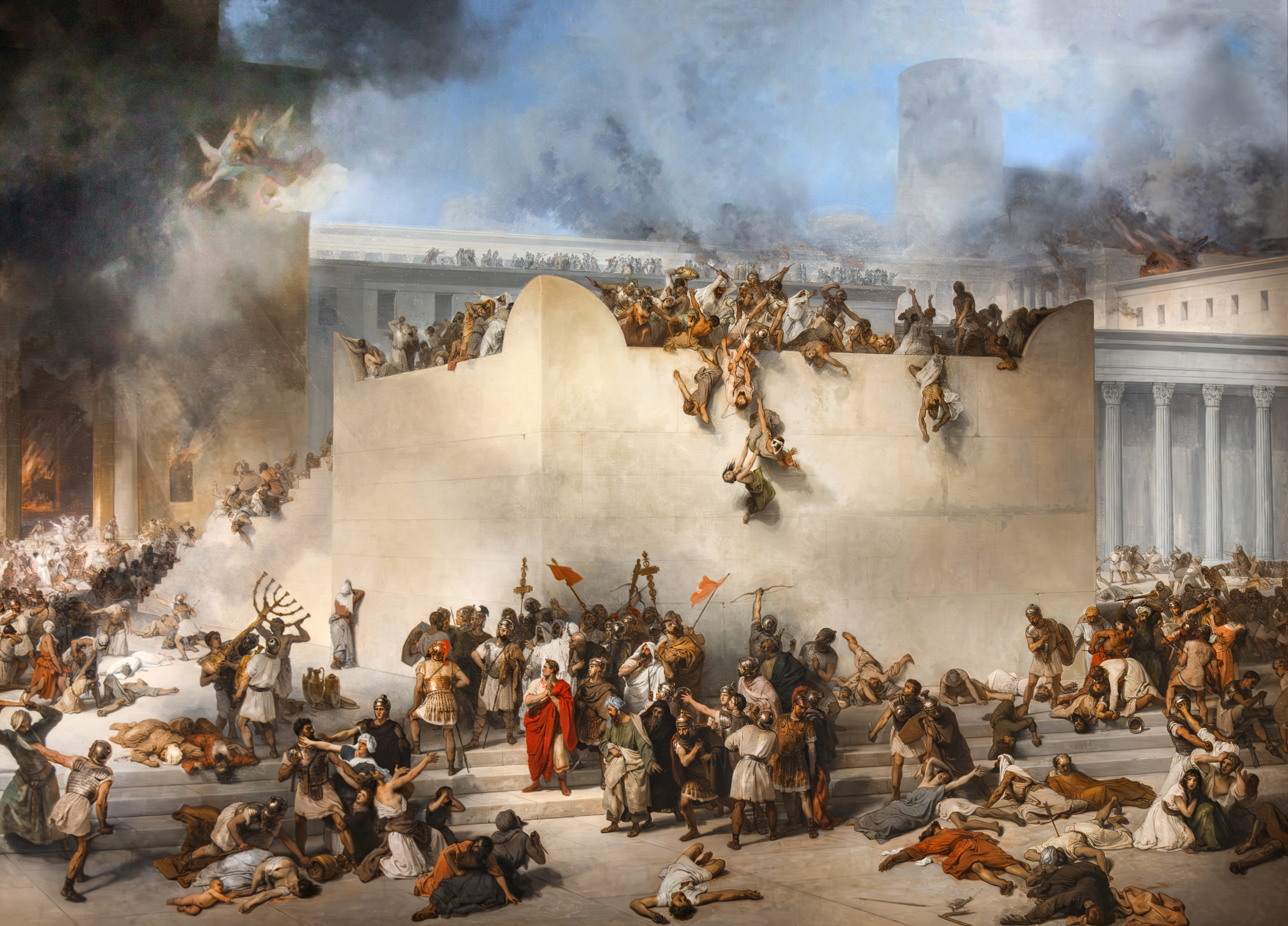
Картина Франческо Айеца «Руйнування Єрусалимського Храму».

У 70 році син Веспасіана, Тит, за дорученням батька, обложив Єрусалим. Для єврейських зелотов юдео-християни, які покинули місто перед його облогою римськими військами, стали не тільки релігійними відступниками, а й зрадниками свого народу. Християни ж побачили в руйнуванні Єрусалимського храму виконання пророцтва Ісуса про зруйнування Храму. Юдеї мужньо захищалися; в місті виник сильний голод і вже в перші місяці облоги від нього загинуло 115 880 осіб.
Після захоплення міста, був розграбований і спалений Єрусалимський храм, головна святиня юдаїзму. Майже все місто було зруйноване вщент, вціліли лише кілька будівель серед них Західна Стіна єрусалимського Храму. Жителі міста були вбиті, а ті, що вижили продані в рабство. За дозволом римської влади рабин Йоханан бен Саккай  перенесить місце засідань Синедріону до Явне. 
Потім Тит відправився в Рим, де відсвяткував чудовий тріумф; в числі полонених, які йшли за колісницею тріумфатора, були вожді інсургентів, Іоанн і Симон. Іоанна кинули в темницю, де він і помер, а Симона стратили.
У Палестині, після взяття Єрусалиму, війна ще тривала з тим же завзяттям із залишками радикального крила зілотов сикаріїв; останньою впала Массада (73 р.). Коли стіни фортеці були так сильно пошкоджені, що вряди-годи очікувалося їх падіння, сикарії спалили свої будинки і скарби, вбили дружин і дітей своїх і себе. Протягом всієї війни, за словами древніх письменників, було вбито 600 000 чоловік; число загиблих від голоду, проданих в рабство і т. д. не визначається, але воно було величезним. Римляни так зневажали юдейський народ, що ні Веспасіан, ні Тит не захотіли прийняти титул Judaicus («переможець юдеїв»). Тільки написи на монетах, вибитих на честь перемоги, говорили про «підкорення Юдеї». Палестина була розділена на ділянки і роздана або розпродано новим поселенцям; податки, які юдеї платили в Єрусалимський храм, вони тепер повинні були платити новозбудованого храму Юпітера Капітолійського. Управління провінцією було відокремлено від Сирії; намісником призначався звичайно преторіанский легат імператора.
Вивезені в Італію і інші регіони юдейські бранці і вільні люди стали однією з перших великих хвиль єврейської міграції.
В 81 р. після смерті Тіта імператор Доміціан побудував Арку Тіта в честь сзяття Єрусалима в 70 р.

## Війна Квієта
Друга Юдейська війна — друга з єврейсько-римських воєн. Повстання охопило східні провінції Римської імперії: Киренаїку, Мармарику, Єгипет, Кіпр, Палестину, Месопотоамію.
Назва Війна Квіет, або Війна Кітоса походить від імені римського генерала мавританського походження Лузія Квіета, який безжально придушив єврейське повстання в Месопотамії. Лузій Квіет був спрямований імператором Траяном як прокуратора в Юдею для приборкання повсталих там. На цій посаді він залишався до тих пір, поки його не відкликали до Риму, де він, як потенційний конкурент, був страчений за наказом імператора Адріана.
У 115 році римська армія, ведена імператором Траяном, вела боротьбу з одним з її головних ворогів, Парфянською імперією. У цей час серед євреїв діаспори почалося повстання в Киренаїці, до якого також був залучений і Єгипет, і на Кіпрі. У Кирені (Киренаїка) повстанці (котрих очолював Лукуасом або Андреасом, який називав себе царем, за повідомленнями Євсевія Кесарійського) зруйнували язичницькі храми, в тому числі: Гекати, Юпітера, Аполлона, Артеміди і Ісіди, а також символіку римського панування, базиліки і терми. Грецьке і римське населення було винищене.
Історик Едвард Гіббон описує дії єврейських заколотників, цитуючи Діона Касія: в Киренаїці вони вирізали 220 тисяч греків, на Кіпрі — 240 тисяч, і дуже велика кількість в Єгипті. «Багато з цих нещасних жертв були розпиляні на частини, відповідно до прецеденту, приклад в якому дав Давид. Перемогли євреї пожирали плоть, лизали кров і кишками їх оперізувались як ременями.» Див. Діон Кассій, епітоми. LXVIII. [C. 32]. — P. 1145.
Потім Лукуас попрямував до Олександрії, увійшов до залишеного римськими військами міста і підпалив його. Язичницькі храми і гробниця Помпея були знищені. Траян направив нові війська під командуванням преторіанського префекта Квінта Марка Турбона, а Єгипет і Киренаїка були приборкані тільки восени 117 року. Приборканий також був і Кіпр, де євреї на чолі з Артеміоном на початку повстання заволоділи островом. Відповідно до єврейської енциклопедії, «... під керівництвом якогось Артеміона, кіпрські євреї брали участь у Великому повстанні проти римлян при Траяні (117), і вони, як повідомляється, вбили 240 000 греків (Діон Кассій, LXVIII. 32)». Римська армія відвоювала столицю і євреям було заборонено жити на острові.
Нове повстання виникло в Месопотамії, в той час як Траян вів свої війська проти Парфянской Імперії до Перської затоки. Траян підкорив Нісібус (сучасний Нузайбін в Туреччині), Едесу і Селевкию на Тигру, в кожному з цих міст були давні і важливі єврейські громади. Навіть після закінчення повстання ситуація для Траяна залишалася складною, і він направив мавританського генерала Лузія Квіет для каральних акцій проти кіпрських, месопотамских і сирійських євреїв, призначивши його губернатором Юдеї.
Повстання євреїв в Киренаїці, на Кіпрі та в Єгипті в останні роки імператора Траяна ще не були повністю придушені, коли Адріан взяв на себе кермо влади в 118 році. Тягар війни був перенесений в Юдею, куди втекли єврейські керівники повстання. Марк Турбон переслідував їх, і засудив до смертної кари братів Юліана і Паппуса, які були душею повстання. Але Турбон сам був страчений за спеціальним наказом, до посла з Риму, і так життя братів було врятоване. Лузій, приборкавши євреїв Месопотамії, прийняв командування над римською армією в Юдеї та осадив Лидду, де повстанці згуртувалися під проводом Юліана і Паппуса. Лиха стали настільки великі, що Рабан Гамліель II, який перебував там в облозі, постив навіть у Хануку. Інші рабини засудили цей захід. Незабаром після цього Лідда впала і безліч євреїв було страчено, а «убиті з Лоду» часто згадуються в словах побожних похвал в Талмуді. Юліан і Паппус були серед тих, кого римляни стратили того ж року.
Одна з пізніших традицій Талмуду передає, що римський полководець, який заподіяв стільки нещасть євреям, якраз в цей час раптово був страчений. Джерела називають цього полководця Марцелієм Турбоном, але найімовірніше розповідь ця стосується Квіета, тим більше, що є ще один переказ, за яким Лузій Квіет був відкликаний до Риму Адріаном і незабаром страчений ним у 118 році, як потенційний претендент на престол (Spartianus, Vita Hadriani, §§ 5, 7; Кассій Діон, LXIX, 2).
Ситуація в Юдеї залишалася досить напруженою для римлян, які мусили при Адріані постійно переміщувати VI Залізний легіон, аби контролювати Юдею, а також для протидії пізнішому повстанню Бар-Кохби.

## Повстання Бар-Кохби

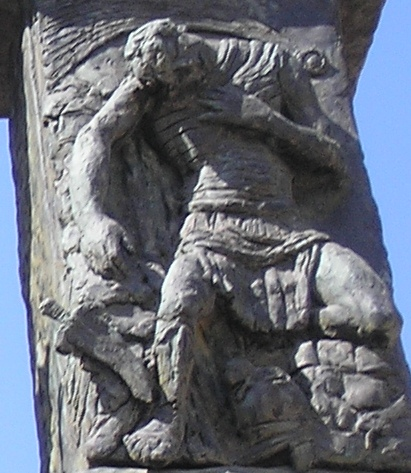
Шимон Бар Кохба зображений на барельєфі сучасної будівлі Кнесету (Єрусалим)

Повстання юдеїв проти римлян при імператорі Адріані, в 132–136 роках, під проводом Шимона Бар-Кохби. Одне з найважливіших подій в історії єврейського народу, фактично завершує так званий «період Другого Храму». Це повстання було спробою відновлення єврейської державності.